# Jade Olieberg
Jade Olieberg (Róterdam, 1 de octubre de 1993) es una actriz neerlandesa de cine, teatro y televisión, reconocida principalmente por su participación en la serie Ares de 2020.

## Carrera
Olieberg debutó como actriz en 2008 en la película Hoe overleef ik mezelf? En 2009 interpretó el papel de Robin en el filme Atlantis, y un año después apareció en el seriado juvenil VRijland. Después de figurar en producciones de cine, teatro y televisión en su país, en 2018 figuró en un episodio de la serie estadounidense Ransom.
En 2020 obtuvo reconocimiento internacional al protagonizar la serie de suspenso y terror Ares, la cual se estrenó en la plataforma Netflix el 17 de enero.

## Filmografía

### Cine
- 2018 - Het hart van Hadiah Tromp - Constance Kempen
- 2017 - Tuintje in mijn hart - Aponi
- 2014 - Zomer - Lena
- 2009 - Julia's Hart - Julia
- 2009 - Atlantis - Robin
- 2008 - Hoe overleef ik... mezelf? - Esther Jacobs

### Televisión
- 2020 - Ares - Rosa
- 2019 - Anne+ - Jip
- 2016 - Dokter Deen - Feline
- 2015 - Flikken Maastricht - Lisa Kampman
- 2015 - Moordvrouw - Joyce
- 2012 - Overspel - Caroline
- 2011 - Verborgen Verhalen - Claudia
- 2011 - Van God Los - Jackie
- 2010 - VRijland - Jannetje

### Teatro
- 2016 - De moord op Mark
- 2015 - Smekelingen
- 2015 - Zomergasten
- 2015 - Zus van
- 2014 - De laatste vriend van Napoleon
- 2011 - Ro Festival
- 2010 - Branden